# Автобан A94 (Німеччина)
Федеральний автобан A94 (A94, нім. Bundesautobahn 94)  — німецький автобан має з'єднати Мюнхен з Пассау. Наразі реалізовано ділянки Мюнхен-Бурггаузен і коротку ділянку біля Мальхінгу. Між Бурггаузеном і Зімбах-ам-Інн (14 кілометрів) діє ділянка лише з однією двосмуговою дорогою як федеральна траса 12. Тут вже виконана попередня робота для подальшого розширення на А94.